# Rauhhügel
Der Rauhhügel ist eine Erhebung mit einer Höhe von 802 m ü. NHN nördlich von Schmiedefeld im Landkreis Saalfeld-Rudolstadt. Auf dem Bergrücken befindet sich ein Sendemast und der „Leipziger Turm“, ein Aussichtsturm mit Ausflugsgaststätte.
Der Rauhhügel wird von Schiefergestein aus dem tiefen Silur aufgebaut. Leitfossil ist Phycodes circinatum, ein Ichnofossil. Der Phycodenschiefer des Rauhhügels weist einen hohen Eisenanteil auf.

## Leipziger Turm
Der Leipziger Turm ist 17,5 m hoch (obere Aussichtsplattform 14 m). Bei klarer Luft und günstigen Witterungsbedingungen besteht von hier aus Fernsicht nicht nur auf die umliegenden Berge des Thüringer Schiefergebirges und des Thüringer Waldes, sondern auch auf viele Berge des Fichtelgebirges und des Erzgebirges. Das sind unter anderem:
- W NW – Spitzer Berg (790,3 m), Lichte
- W SW – Mutzenberg (769,6 m), Lichte
- W SW – Neuhaus am Rennweg (830 m)
- Töpfersbühl (762,6 m), Reichmannsdorf, Wickersdorf
- Kirchberg (784,2 m) mit Fröbelturm, Oberweißbach
- Meuselbacher Kuppe (786,1 m), Meuselbach
- Ochsenkopf (1.024 m) und Schneeberg (1.051 m), Fichtelgebirge
- Fichtelberg (1.214,8 m), Erzgebirge